# Ringsele kraftstation
Ringsele kraftstation är ett mini-vattenkraftverk i den övre delen av Skellefte älv.

## Historik
År 1943 byggde Boliden AB ett kraftverk i Ringseleforsarna mellan Sädvajaure och Simselet i syfte att förse Laisvallgruvan med elektricitet. År 1953 fick Boliden rättighet dämma Sädvajaure 3,2 m över den tidigare dämningsgränsen. I början av 1980-talet fick Bastusels Kraft AB, ett bolag med Vattenfall och Skellefteå kraftverk som delägare, klartecken för ett kombinerat reglerings- och kraftstationsprojekt som skulle ge åtta gånger mer effekt än Bolidens gamla kraftverk. Den nya stationen blev Sädva kraftstation som nyttjar fallhöjden mellan Sädvajaure och Vitträsket. Av miljöskäl skulle en viss del spillvatten släppas i det naturliga vattendraget till Simselet. För att inte låta detta vatten gå till spillo så installerade man i samband med det nya stationsbygget ett minikraftverk i tunneln där spillvattnet gick. I augusti 2000 köpte Skellefteå Kraft Vattenfalls andelar i Ringsele, Sädva och flera andra kraftverk.